# Frontera entre el Kazakhstan i el Kirguizstan

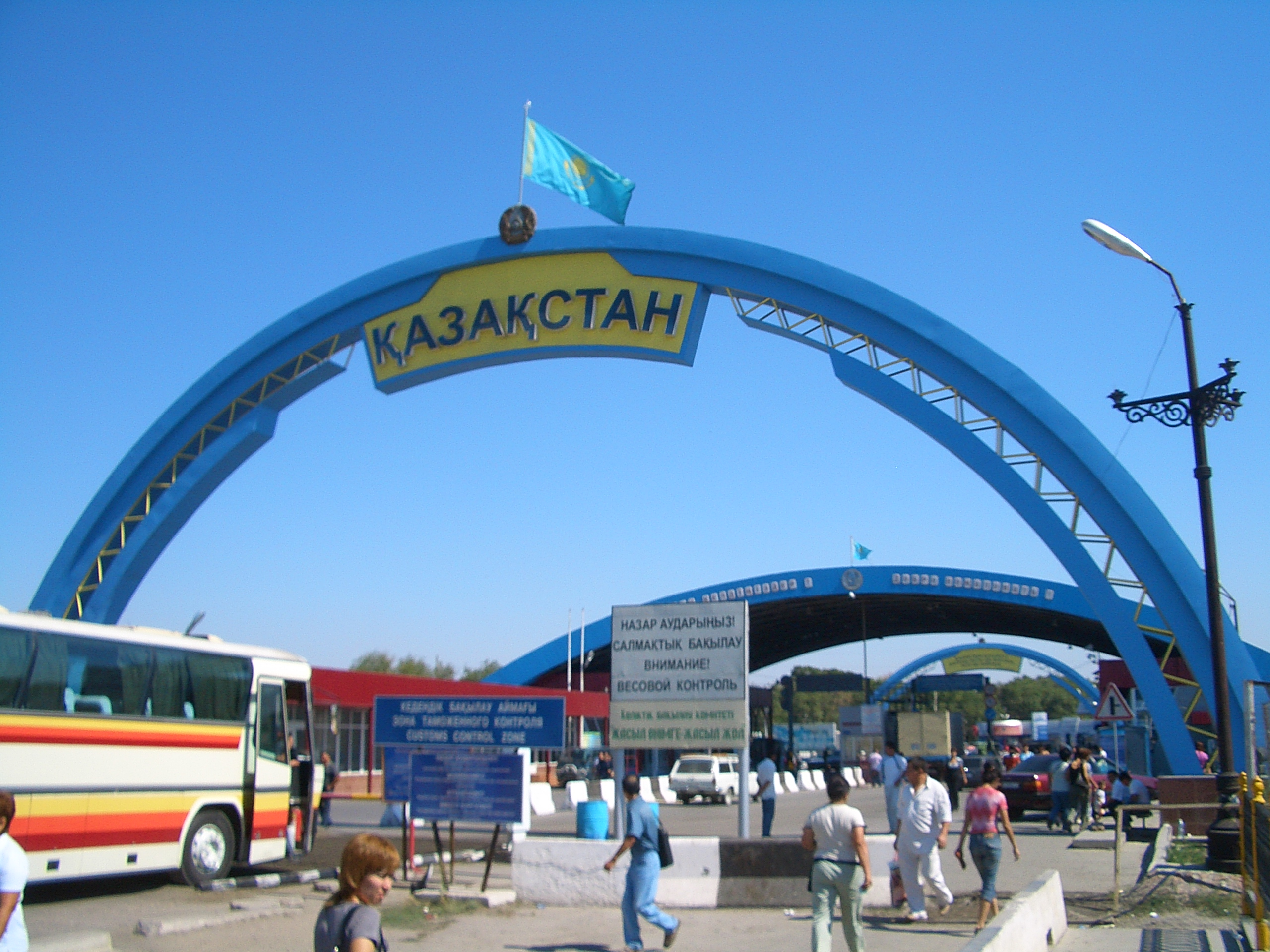
Pas fronterer a Kordai

La frontera entre el Kazakhstan i el Kirguizstan és la frontera de 1.212 kilòmetres en sentit oest-est que separa el sud-oest del Kazakhstan (províncies del Kazakhstan Sud, Jàmbil i Almati) del nord del Kirguizstan (províncies d'Issik Kul, Talas i Txui). Travessada per l'antiga Ruta de la Seda, fou establerta com a frontera internacional amb la dissolució de la Unió Soviètica en 1991. En 2008 va entrar en vigor un tractat bilateral de reconeixement de fronteres entre ambdós estats. encara que l'acord definitiu no es va signar fins a 2017.

## Traçat
El traçat comença a l'oest al trifini entre ambdós estats i l'Uzbekistan, es dirigeix cap a l'est fins al trifini entre ambdós estats i la República Popular de la Xina. A l'est passa a la vora del cim del Jengish Chokusu, del llac Issik Kul al Kirguizstan i del Khan Tengri al Kazakhstan.

## Punts de pas ferroviaris
Només hi ha una sola línia que travessi ambdós estats.
| Codi UIC | Línia del Kazakhstan | Estació del Kazakhstan | Operador | Línia del Kirguizstan | Estació del Kirguizstan | Operadour | Notes                      |
| -------- | -------------------- | ---------------------- | -------- | --------------------- | ----------------------- | --------- | -------------------------- |
| 1211     | Turksib              | Lugovoi                | KTZ      |                       | -                       | KTJ       | Via única no electrificada |